# Armada Music
Armada Music is een Nederlands platenlabel dat in 2003 door Armin van Buuren, Maykel Piron en David Lewis werd opgericht. De eerste twee letters van hun namen vormen tezamen 'Armada'. Het in Amsterdam-, London- en New York-gevestigde label is gespecialiseerd in elektronische dansmuziek en brengt muziek uit in verschillende genres, waaronder house, trance, deep house, progressive house en techno.
In 2018 won Armada Music voor de zesde keer een International Dance Music Award (IDMA) voor 'Best Global Record Label'.

## (Exclusief) Gecontracteerde artiesten
- Allen Watts
- Andrea Oliva
- Andrew Rayel
- Armin van Buuren
- ARTY
- ATFC
- Audien
- Autograf
- AVIAN GRAYS
- AVIRA
- Ben Gold
- Brando
- BRKLYN
- Cat Dealers
- Cedric Gervais
- Chicane
- Clément Leroux
- D.O.D
- Duvall
- Eelke Kleijn
- Federico Gardenghi
- Felon
- Ferry Corsten
- Francisco Allendes
- GoldFish
- Husman
- Inner City
- Jan Blomqvist
- Janieck
- Joachim Pastor
- Kevin Saunderson
- Kidnap
- Loud Luxury
- Low Steppa
- Luke Bond
- Mambo Brothers
- Mark Sixma
- Martin Badder
- Maxim Lany
- MistaJam
- Morgan Page
- Orjan Nilsen
- Pablo Nouvelle
- pronouncedyea
- Protoculture
- R Plus
- ReOrder
- Rob Black
- Ruben de Ronde
- Ryan Shepherd
- SAY SAY
- Scorz
- Sebastian Davidson
- Shapov
- Standerwick
- Stereoclip
- Sunnery James & Ryan Marciano
- Super8 & Tab
- Tempo Giusto
- Tensnake
- Themba
- Tom Staar
- Youngr
- Zack Martino

## Sublabels

### Huidige sublabels
- All I Need - Andrea Oliva
- Armada Captivating
- Armada Chill
- Armada Deep
- Armada Electronic Elements
- Armada Subjekt
- Armada Trice
- Armind
- A State of Trance
- Championship Music
- Dance NRG - MistaJam
- DAYS Like NIGHTS - Eelke Kleijn
- Delecta Records - Cedric Gervais
- Flashover Recordings - Ferry Corsten
- Found Frequencies - Lost Frequencies
- inHarmony Music - Andrew Rayel
- KMS Records - Kevin Saunderson
- Modena Records - Chicane
- Ontourage - Nico Morano
- Pilot6 Recordings
- SONO Music - Sunnery James & Ryan Marciano
- The Bearded Man
- Who's Afraid Of 138?! - Armin van Buuren

### Vroegere sublabels
- 2-Dutch Records
- 6K Music
- 68 Recordings - Remy Unger
- Aerys Records - Heatbeat
- Alteza Records - Vini Vici
- Armada North America
- Armada Various
- Armada Zouk
- Aropa Records - Dash Berlin
- AVA Recordings - Andy Moor
- AVA Blue
- Bambossa Records - Harry Romero
- Bandung Run - Harry Lemon/Lemon8
- Bits And Pieces - 16 Bit Lolitas
- Black Book Audio
- Black Sunset Music - Jeremy Vancaulart and Assaf
- Brobot Records - Junior Sanchez
- Buygore - Borgore
- Captivating Sounds
- Club Elite - M.I.K.E.
- Coldharbour Recordings - Markus Schulz
- Coldharbour Red - Markus Schulz
- Cryon Recordings
- Cyber Records
- Danse Club Records - Brodanse
- Darklight Recordings - Fedde le Grand
- Denis Kenzo Recordings - Denis Kenzo
- Different Pieces
- #DLDKMUSIC (Don't Let Daddy Know Music) - Sem Vox
- Eclypse Records - Feenixpawl
- Electronic Elements
- Energetic Sounds
- Fame Recordings - Mischa Daniels
- Fine Human Records
- FSOE (Future Sound of Egypt) Recordings - Aly & Fila
- FSOE (Future Sound of Egypt) Excelsior - Mohamed Ragab
- Gangsta Audio - Nick K
- Garuda Music - Gareth Emery
- Geousus Records - Borgeous
- Goldkid Records - Julian Jordan
- #Goldrush Recordings - Ben Gold
- Got Me Baby! Records - NERVO
- Ignite Recordings - Firebeatz
- In My Opinion - Ørjan Nilsen
- Interplay Records - Alexander Popov
- IHU Records - Antillas
- JEE Productions - Jerome Isma-ae
- JUMMP Records - Juicy M
- KLASH Records - Dirtcaps
- Intuition Deep
- Intuition Recordings
- M Recordings
- Magic Island Records - Roger Shah
- Mainstage Music - W&W
- Maktub Music Records - Justin Hendrik
- Morrison Recordings - Glenn Morrison
- No Art - ANOTR
- NoFace Records - Max Vangeli
- Organized Nature - Gabriel & Dresden
- Perfecto Records - Paul Oakenfold
- Perfecto Black - Paul Oakenfold
- Planet Love Classics
- Planet Love Records
- Plus 39 Group
- Rave Culture - W&W
- Re*Brand - Max Graham
- Reaching Altitude - MaRLo
- Release Records - Third Party
- S107 Recordings
- Showland Records - Swanky Tunes
- Skink Records - Showtek
- Sondos - Erick Morillo
- Soundpiercing
- State Recordings - Simon & Shaker
- Stealth Records - Roger Sanchez
- Stoney Boy Music
- Statement! Recordings - Ruben De Ronde
- Subculture - John O'Callaghan
- Subjekt Recordings
- Subliminal Records - Erick Morillo
- Top Flite Records - Juicy M
- Trice Recordings
- Undr The Radr - Roger Sanchez
- Vaypor Run - Mike Hawkins
- Wake Your Mind Recordings - Cosmic Gate
- Waxbox - Remy Unger
- WOLV - Dyro
- Vandit Records - Paul van Dyk
- Wall Recordings - Afrojack
- Yellow Productions - Bob Sinclar
- Zouk Recordings